# Vollsmose
Vollsmose er en bydel, som ligger i Vollsmose Sogn 3 kilometer nordøst fra Odense centrum langs Odense Å mod Odense Fjord. Bydelen består af alment boligbyggeri, hvor der bor omkring 9.200 mennesker på 2 km², hvilket er en meget høj befolkningstæthed sammenlignet med resten af Odense Kommune. Odense har en befolkningstæthed på 630 indbyggere per km².
Bydelen har siden 1990'erne været kendt i hele Danmark på grund af den megen omtale af områdets kriminalitet og høje andel af indvandrere.
Indbyggertallet er 9.184 personer i det almene boligområde (pr. 1. december 2017), mens der er 11.249 (2017) i Vollsmose Sogn og 16.000 i hele postdistrikt 5240 Odense NØ, der også omfatter områder udenom Firkanten Vollsmose.

## Etymologi og stavemåde
Navnet kendes tidligst fra tingbogen 13/9 1675 som woldtz moes og 4/10 1675 som woldtz mose. I markbogen fra 1682 findes skriveformerne Wolds Moese, Wolds moeße, Wolds moße, Volds=moße, Voldsmoße og Voldtzmoße i forskellige sammensætninger.
Navnets forled har sin oprindelse i det gammeldanske ord wall, der betyder "slette" eller "græsgang", mens efterleddet er ordet mose.

## Beskrivelse
Vollsmose har en del natur- og rekreative områder omkring mosen og søerne og langs Odense Å. Bydelen har Kertemindevej og Åsumvej langs to sider af Firkanten, som området også kaldes, og Vollsmose Allé og Ejbygade langs de to andre. Ejbygade benyttes mere, efter at Odins Bro over Odense Kanal åbnede i 2014.
Områdets parker hedder langs Vollsmose Allé Birkeparken, Bøgeparken og Egeparken, og langs Åsumvej Fyrreparken, Granparken og Lærkeparken, og haverne Hybenhaven, Slåenhaven og Tjørnehaven. Parkerne består mest af etageblokke med 4, 7 eller 13 etager, og haverne består kun af rækkehuse. Bøgeparken er den største park med ca. 450 lejligheder og 1.600 beboere. De i alt 3.500 almene lejeboliger i Vollsmose ejes af de to odenseanske boligorganisationer: Civica og Fyns Almennyttige Boligselskab (FAB).
Ved Fyrreparken finder man en tidligere tørvemose, som blev gravet ud på den måde, at man gik ned via en stor spiral langs hullets vægge.
Odense Kommune har placeret sit ydelsescenter og et sundhedscenter i Egeparken. Sundhedscentret drives i samarbejde med professor Morten Sodemanns indvandrermedicinske klinik på Odense Universitetshospital. I området findes den arkitektonisk moderne Vollsmose Kirke, som er opført i 1975, Børnebyen, to folkeskoler: Abildgårdskolen og H.C. Andersen Skolen, gymnasiet Mulernes Legatskole, Camp U (forskellige studie- og ungdomsorienterede tiltag), Butikscentret, Vollsmose Torv (tidligere Center Øst) med Vollsmose Bibliotek og forsamlings- og medborgerhuset Vollsmose Kulturhus, Vollsmose Svømmehal, fodboldklubben B1909, en moské, Ældrecenter Østerhøj og Nærpoliti Vollsmose.

## Historie
Bygningen af Vollsmose-kvarteret var en del af efterkrigstidens store udvidelser af Odense, både på grund af byens befolkningsvækst og ønsket om større og bedre boliger. Kommunen offentliggjorde Vollsmoseplanen i 1964. Med planen satsede kommunen på at udnytte sin sidste ledige jord ved at anlægge et moderne boligkvarter som en blanding af lejligheder og rækkehuse med plads til 15.000 mennesker, hvor der før havde været en losseplads. Bydelen skulle rumme alt, hvad et moderne menneske havde brug for som butikscenter, uddannelsessteder, kirke, fodboldklub, legepladser og masser af grønne områder. Vollsmose var et prestigeprojekt for velfærdsstatens Odense.
Vollsmose blev opført med cirka 1500 boliger i 1967 (de tre afdelinger langs Åsumvej). Siden da er der bygget til med cirka 1350 boliger i 1972-1974 (de tre afdelinger langs Vollsmose Allé) og cirka 740 boliger i 1978-1981 (afdelingerne langs Kertemindevej). Baggrunden for at bygge Vollsmose-kvarteret var heftig boligmangel i Odense.
Området består i dag af i alt ni boligafdelinger. Vollsmose blev bygget som et resultat af 1960'erne og 1970'ernes boligpolitik. Arbejderen skulle have en ordentlig bolig, så man ville skabe et område med mange muligheder, som han skulle bruge udenfor arbejdstiden: børnehave, skole, bolig, supermarked. Man lavede hele området lukket for trafik, hvilket var meget usædvanligt. Tanken var, at børnene skulle kunne lege frit. I dag vil man ændre det, så man kan køre ind på området.
Den første generation af beboere i Vollsmose var mest etniske danskere. Men i løbet af 1970’erne kom der mange tyrkiske gæstearbejdere til. I dag bor der folk af 80 forskellige nationaliteter i Vollsmose. 69 % af beboerne er indvandrere og efterkommere fra ikke-vestlige lande. Den største enkeltgruppe heri i 2012 var personer med oprindelse i Libanon (primært dansk-palæstinensere), der udgjorde 16 procent, mens såvel somaliere i Danmark som dansk-irakere udgjorde 13 procent. Det betyder blandt andet, at der tales mere end 80 forskellige sprog i bydelen. 52,5 % af de 18-64-årige er hverken i arbejde eller under uddannelse, og 3,07 % af beboerne over 18 år er dømt for lovovertrædelser. Bydelen er af staten klassificeret som et "særligt udsat alment boligområde", i daglig tale kaldet en ghetto.
I 2000 vedtog Odense Byråd en helhedsplan for området, som skulle rette op på grundlæggende problemstillinger. Odense Kommune har siden 2001 i samarbejde med Socialministeriet og Landsbyggefonden iværksat en massiv investering i bydelen til ombygning af de fysiske rammer og sociale tiltag med beboerindragelse, den særlige Vollsmose-indsats eller helhedsplan. I 2001 påbegyndtes det såkaldte Kvarterløft-projekt i Vollsmose.
I 2006 kom bydelen på landets forsider i forbindelse med terrorsagen fra Vollsmose, hvor tre mænd efterfølgende blev idømt langvarige fængselsstraffe for at have planlagt terror. Den 21. august 2012 kom det til store uroligheder på skadestuen på Odense Universitetshospital, da omkring 60 personer stormede skadestuen. De ledte efter en skudsåret ung mand, der var bragt til skadestuen efter en Eid-fest i Vollsmose. Sagen eksploderede i medierne, og flere politikere var ude at tage skarp afstand fra episoden. Daværende statsminister Helle Thorning-Schmidt udtalte: "Det her er ikke forenelig med den måde, vi gør tingene på i Danmark".
I 2007 fik kvarteret sin første folketingskandidat, da den tidligere beboerforeningsformand og kendte samfundsdebattør fra Bøgeparken, Asmaa Abdol-Hamid, stillede op for Enhedslisten.

## Fremtidens Vollsmose
I 2012 igangsatte Odense Byråd byudviklings- og infrastrukturplanen ’Fremtidens Vollsmose’ som en omfattende plan for, hvordan Vollsmose fysisk skulle tage sig ud i fremtiden. Den overordnede idé med planen var at forandre Vollsmose fra at være et lukket boligområde til at være en bydel, som skal hænge bedre sammen med resten af Odense. Byudviklins- og infrastrukturplanen blev endelig godkendt i maj 2015 af byrådet, og i 2016 bevilgede Landsbyggefonden 220 mio kr. til formålet. Planen bygger på de analyser og planer, der er blevet udarbejdet om Vollsmoses problemkompleks fra 1999 og frem, og understøtter de strategiske mål for Vollsmoses udvikling, som Odense Byråd besluttede den 12. december 2012. Et af de strategiske mål er, at Vollsmose skal gå fra at være et boligområde til at være en bydel i Odense.
Planen er, at der skal skabes bedre forbindelse til, fra og igennem Vollsmose med nye gader, byrum og stisystemer. Derudover er der politisk opbakning til en letbane, der går fra Odense Zoo til Odense-forstaden Seden – blandt andet igennem Vollsmose. Landsbyggefonden har reserveret 220 millioner kroner til de nye gader, byrum og stisystemer i Vollsmose. Odense Kommune støtter også projektet og har foreløbigt afsat 45 millioner til byudviklingen. Ligeledes investerer boligorganisationerne i bydelens udvikling. I august 2017 blev det første spadestik taget til anlægsprojektet, der med nye stier og veje skal binde bydelen tættere sammen med resten af Odense.
Den 8. juni 2022 startede nedrivningen af omkring 1000 lejligheder i Vollsmose, nedrivningen sker for at overvinde den store segregation i området 

## Medier
Vollsmose Avisen udkommer hver anden uge og bliver husstandsomdelt i området samt til Skibhuskvarteret som indstik i Skibhus Avisen. Avisens redaktør er Signe Lene Christiansen, og den udgives af Vollsmose Sekretariatet. Sekretariatet driver også hjemmesiden www.vollsmose.dk, der indeholder en net-tv-del.Borgerjournalister producerer frivilligt artikler til hjemmeside og avis og filmer til net-tv´et.